# Air Leap (Schweden)
Air Leap, eigentlich Air Leap Aviation AB (früher Air Large European Aviation Project AB), war eine schwedische Regionalfluggesellschaft mit Sitz in Stockholm und Basis auf dem Flughafen Stockholm/Arlanda. Sie war eine Tochtergesellschaft der norwegischen Olsen Gruppen AS.

## Geschichte
Air Leap wurde von denselben Eigentümern wie die Fluggesellschaft Fly Viking gegründet. Nachdem FlyViking den Betrieb im Januar 2018 eingestellt hatte, wurde die virtuelle Fluggesellschaft Next Move im März 2018 gegründet, um die Route Ørland – Oslo-Gardermoen weiterzubetreiben. Next Move wurde in Air Leap umbenannt, nachdem das Unternehmen Teile der insolventen schwedischen Fluggesellschaft Nextjet gekauft hatte. Aus den Teilen von Nextjet wurde die schwedische Air Leap, aber es fehlte ein AOC, um die schwedischen Strecken zu betreiben, deshalb arbeitete das Unternehmen unter anderem mit der dänischen Danish Air Transport (DAT), der estnischen Nyxair und der niederländischen AIS Airlines zusammen. Am 11. Juni 2018 wurden die Flüge in Schweden wieder aufgenommen. Am 19. Oktober 2018 erteilte die schwedische Transportagentur das Air Operator Certificate (AOC) für Air Leap und registrierte das Unternehmen als offiziellen Betreiber dreier Saab 340B. Der erste Flug unter neuen AOC fand am 21. Oktober 2018 von Stockholm-Arlanda nach Mariehamn statt. Anfang Januar 2020 wurde bekannt, dass Sveaflyg im Auftrag von Air Leap die Route Stockholm/Arlanda – Örnsköldsvik mit einer Saab 2000 ab dem 1. Februar 2020 bedienen wird.
Im Februar 2021 wurde der Zusammenschluss mit AirGotland zu Air Leap Scandinavia bekanntgegeben.
Am 24. Januar 2022 stellte die Fluggesellschaft ihren Betrieb ein. Im Februar 2023 wurde gemeldet, dass die Restrukturierung gescheitert ist und das Unternehmen insolvent ist.

## Flugziele
Folgende Flugziele wurden von Air Leap Schweden bedient:
| Staat    | Stadt        | IATA | ICAO | Flughafen                       | Anmerkungen       |
| -------- | ------------ | ---- | ---- | ------------------------------- | ----------------- |
| Finnland | Mariehamn    | MHQ  | EFMA | Flughafen Mariehamn             |                   |
| Finnland | Turku        | TKU  | EFTU | Flughafen Turku                 |                   |
| Norwegen | Oslo         | OSL  | ENGM | Flughafen Oslo-Gardermoen       |                   |
| Schweden | Ängelholm    | AGH  | ESTA | Flughafen Ängelholm-Helsingborg | eingestellt       |
| Schweden | Göteborg     | GOT  | ESGG | Flughafen Göteborg/Landvetter   | eingestellt       |
| Schweden | Halmstad     | HAD  | ESMT | Flughafen Halmstad              |                   |
| Schweden | Jönköping    | JKG  | ESGJ | Flughafen Jönköping             | eingestellt       |
| Schweden | Kalmar       | KLR  | ESMQ | Flughafen Kalmar                | nicht aufgenommen |
| Schweden | Karlstad     | KSD  | ESOK | Flughafen Karlstad              | eingestellt       |
| Schweden | Malmö        | MMX  | ESMS | Flughafen Malmö                 | eingestellt       |
| Schweden | Örnsköldsvik | OER  | ESNO | Flughafen Örnsköldsvik          |                   |
| Schweden | Ronneby      | RNB  | ESDF | Flughafen Ronneby               | eingestellt       |
| Schweden | Stockholm    | ARN  | ESSA | Flughafen Stockholm/Arlanda     | Basis             |
| Schweden | Stockholm    | BMA  | ESSB | Flughafen Stockholm/Bromma      | eingestellt       |
| Schweden | Visby        | VBY  | ESSV | Flughafen Visby                 | Basis             |

## Flotte

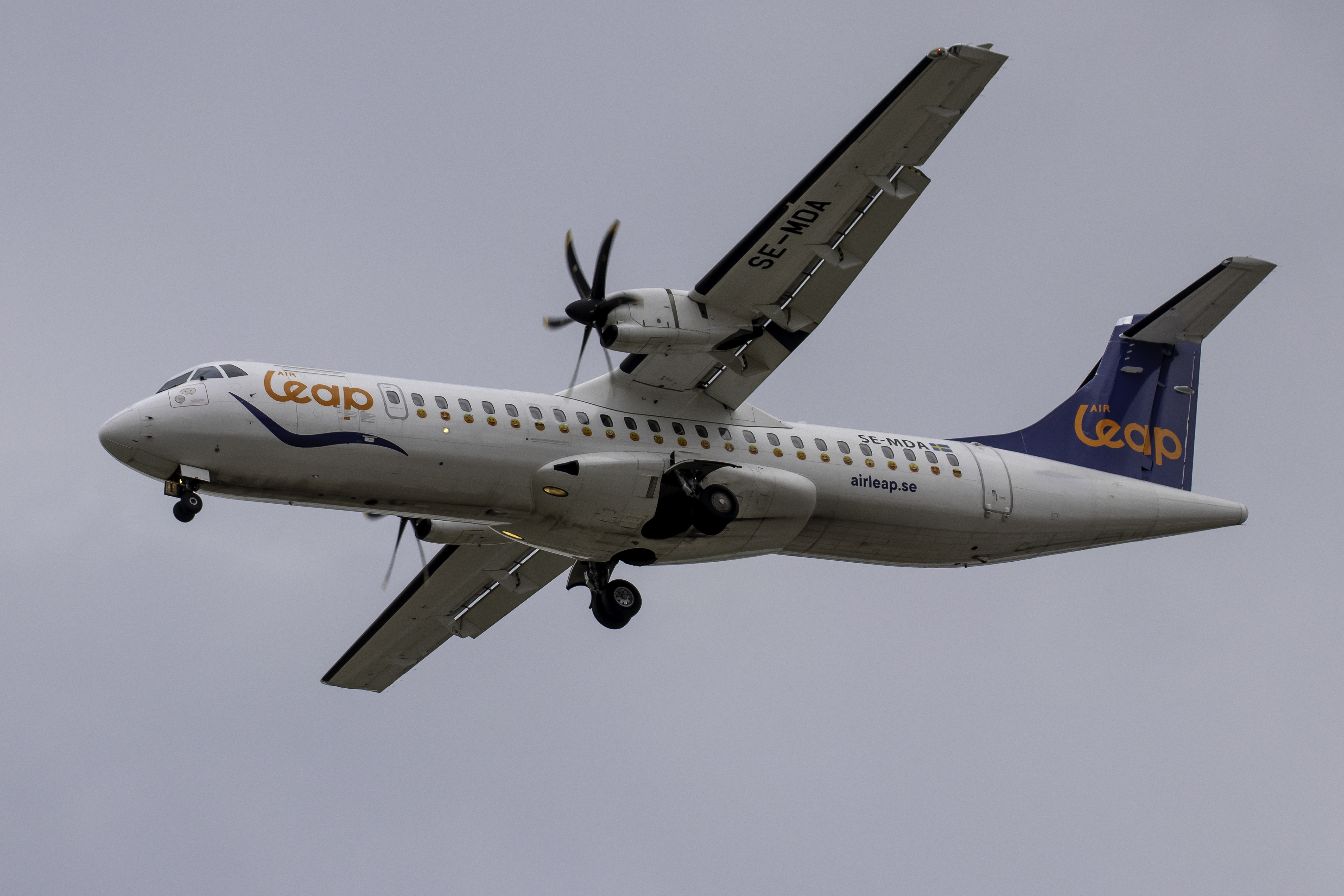
ATR 72-500 von Air Leap

Mit Stand Dezember 2021 bestand die Flotte der Air Leap aus acht Flugzeugen mit einem Durchschnittsalter von 28,1 Jahren:
| Flugzeugtyp | aktiv | bestellt | Luftfahrzeugkennzeichen            | Anmerkungen                   | Sitzplätze |
| ----------- | ----- | -------- | ---------------------------------- | ----------------------------- | ---------- |
| ATR 72-500  | 1     |          | SE-MDA                             |                               | 74         |
| Saab 340B   | 5     |          | SE-ISG                             | eine inaktiv                  | 33–36      |
| Saab 340B   | 5     | SE-KXI   |                                    | eine inaktiv                  | 33–36      |
| Saab 340B   | 5     | SE-KXJ   |                                    | eine inaktiv                  | 33–36      |
| Saab 340B   | 5     | SE-LJS   |                                    | eine inaktiv                  | 33–36      |
| Saab 340B   | 5     | SE-LJT   |                                    | eine inaktiv                  | 33–36      |
| Saab 2000   | 2     |          | ES-NSE                             | inaktiv, von Nyxair betrieben | 50         |
| Saab 2000   | 2     | SE-LOM   | betrieben von Lipican Aer/Sveaflyg |                               | 50         |
| Gesamt      | 8     | –        |                                    |                               |            |